# Miami (Oklahoma)
Miami é uma cidade localizada no estado norte-americano de Oklahoma, no Condado de Ottawa.

## Demografia
Segundo o censo norte-americano de 2000, a sua população era de 13.704 habitantes.
Em 2006, foi estimada uma população de 13.635, um decréscimo de 69 (-0.5%).

## Geografia
De acordo com o United States Census Bureau tem uma área de
25,4 km², dos quais 25,2 km² cobertos por terra e 0,2 km² cobertos por água.

## Localidades na vizinhança
O diagrama seguinte representa as localidades num raio de 12 km ao redor de Miami.